# توم المتكلم والأصدقاء (مسلسل تلفزيوني)
توم المتكلم والأصدقاء (بالإنجليزية: Talking Tom and Friends) هو مسلسل رسوم متحركة بريطاني إسباني أمريكي نمساوي من إنتاج شركة ألعاب الفيديو البريطانية آوت فيت 7 عرض في شهر أكتوبر لعام 2017 باللغة العربية على قناة كرتون نتورك بالعربية ولم يستمر عرضه طويلا فيها، ويروي البرنامج قصة شخصيات ألعاب الفيديو الشهيرة لشركة آوت فيت 7 وهم توم وانجيلا وهانك وجينجير وبن، تم بث المسلسل على أكثر من قناة.

## القصة
يحاول توم وبين ايجاد الشهرة عن طريق شركتهما التي تدعى شركة توم وبين وهي منزلهم الذين يسكنون فيها مع صديقهم هانك الذي يساعدهم أيضًا مع جينجير الذي يزورهم لكي يستمتع معهم وانجيلا التي تزورهم أيضًا لتقديم المساعدة وتبدأ الفرقة في صنع الاختراعات لإيجاد الشهرة ولكن قد تتحول إلى مغامرات جنونية مضحكة وغريبة وخطيرة.

## الشخصيات

### الشخصيات الرئيسية
توم هو قط لونه بني غامق وابيض يبلغ من العمر 22 وهو مدير شركة توم وبين وهو صديق بين المفضل وهو صاحب الأفكار والاختراعات في الشركة لكنه لا يقوم بتنفيذها بل يساعد بين على القيام بها وهو يحب انجيلا كثيرا واحترمها كثيرا لكنه ينكر ذلك دائما حتى الحلقة الأخيرة من الموسم الأول حيث قام هو وانجيلا بالرقص وتبادل القبل لكن الجميع نسي ذلك بسبب اختراع بن، وهو مغرور قليلا.
انجيلا هي ثاني اعقل شخص في الشركة بعد بن، وهي قطة بيضاء اللون تبلغ من العمر 21 عاما تسكن في شقة بعيدة قليلا عن منزل بين وهانك وتوم وتعمل كمغنية بوب مشهورة بعض الشيء وهي تحب توم كثيرا ولا تشفق على جينجير كثيرا لكنها تساعده عندما يطلب ذلك وهي لاتعمل في شركة توم وبين لكنها تساعدهم.
هانك هو كلب ابيض مع بقع زرقاء اللون تعد من فروه يبلغ من العمر 22 عاما يحب بيكا، هانك ساذج جدا يحب مشاهدة التلفاز ويعرف كل شيء عن البرامج التي يتابعها وهي كل البرامج الموجودة على القنوات التي يتابعها وبرنامجه المفضل هو بونغو وماغلاغادي وهما قرد وشرطي، صديق هانك المفضل هو جنجير الذي يلعب معه ويساعده وهانك أكثر شخص ايجابي في المجموعة.
جينجير هو قط برتقالي يبلغ من العمر 7 سنوات فقط، وهو صديق هانك المفضل وهو ابن اخت توم أي ان توم خاله لكن توم لا يأبه أو يهتم به كثيرا عائلة جينجر هي ثاني اغنى عائلة في المدينة بعد المدير التنفيذي، جينجير مهذب تقريبًا أي انه إذا رأى توم وانجيلا يرقصان وما إلى ذلك يسمي ذلك مقزز.
بن هو الصانع والمنتج في الشركة وهو كلب بني فاتح اللون ويبلغ من العمر 22 عاما، يحب زينون وهو أكثر شخص مهم في الشركة حيث ذهب عنها في الحلقة العاشرة فلم يستطع توم واصحابه إنتاج أو صنع تطبيق أو اختراع أي شيء واحد حتى، وهو صديق توم المفضل.

### الشخصيات الثانوية
بيكا هي ارنبة سوداء اللون تبلغ من العمر 20 عاما وهي صديقة هانك وانجيلا وجينجير وهي عكس انجيلا تماما حيث ان انجيلا هادئة تحب السلام اما بيكا فتحب الإثارة والتشويق إلى أنهما صديقتان، تسكن بيكا مع انجيلا وتعرف احيانا بأسم اينباكا، ظهرت بيكا في بداية الموسم الثاني وتعتبر بيكا شخصية شبه رئيسية منذ ظهورها في المسلسل.
مالك المنزل أو مالك المنازل هو الشخص الذي يملك منزل توم وبن وهانك الذي هو شركتهم وهو كبير في السن وعادة ما يظهر له هانك الاحترام التام اذ يعتبره كالملوك الحقيقيين، وهو جار توم وبن وهانك وهو بارع جدا في كرة الطاولة حيث فاز بجوائز كثيرة سابقة بها لكنه اعتزلها وظهرت مهاراته بها في الحلقة رقم 18 من الموسم الأول.
المدير التنفيذي وهو اغنى شخص في المدينة حيث يمتلك شركة عملاقة ومشهورة جدا ويكره توم وبن وأصدقائهما وشركتهما حيث دائما ما يريد سرقة اختراعاتهما أو اغلاق شركتهما لكنه يفشل في ذلك دائما لدرجة دفعته لقتل توم في الموسم الرابع لكنه فشل واعتقل بعدها لكنه خرج من السجن وتمت تبرئته بعد ذلك ولم يقم بمحاولة سرقة أو اغلاق أو قتل بعدها لكنه استمر في كرههم.
روندا إحدى صديقات انجيلا تعمل نادلة في مطعم المدينة الذي يزوره توم واصدقائه.
زينون هي مبرمجة بشرية تبلغ من العمر 21 عاما وهي تحب بن، تعمل كمبرمجة في شركة صنع وتصليح تكنولوجيا تعرفت على بين في الحلقة رقم 43 من الموسم الأول وتهتم بالأمور الذي يهتم بها بن أي أنهما يتقاسمان نفس الاهتمامات.
جيرمي هو جرثومة شريرة ظهرت لأول مرة في الحلقة رقم 15 من الموسم الأول وعادة ما يقوم بمحاولة نشر المرض وهو يكره بن كثيرا حيث أستطاع أن ينشر المرض في الحلقة رقم 39 من الموسم الأول وأصاب به الجميع ما عدا توم وجينجير وهانك وانجيلا الذين صنعوا علاجا انقذوا به بين والجميع من المرض ونظفوا جيرمي من الجراثيم، لكن جيرمي أصبح صديقا للمجموعة بدلا من عدوها في الموسم الثالث من المسلسل.

## الحلقات
الموسم الأول
الحلقة 0 (تجربة أداء)
يبدء توم بتقديم نفسه وأصدقائه والطلب بأن يكون لهم برنامج تلفزيوني من المنتجين التلفزيون، ويحاول توم ورفاقه خداع بابا نويل من أجل الترويج لهم لكن بابا نويل يكشفهم وبعدما قال توم له السبب وراء ذلك يقول له بأنه لا يحتاج منتجين تلفزيونيون جشعيين وكل ما يحتاجه هو كاميرا وحاسوب وأصدقاء رائعيين ومجانين ومكان له ولهم فينفذ توم ذلك.
الحلقة 1 (توم غير المتكلم)
يصنع توم وبين تطبيقا لم يعلن بين عنه لتوم ولكنه يتكون من زر أحمر ينبه بن توم بعدم ضغط الزر لكن توم يقوم بضغطه فيتسبب بصعقة كهربائية له فيعجز عن الكلام فيسئل أصحابه الطبيب الإلكتروني وهو شخصية ثانوية عبارة عن طبيب بشري يمارس الطب على الإنترنت ويقول لتوم بأنه عليه أن لا يتكلم لمدة أسبوع وعليه تناول الحساء وإلى فسيفقد صوته إلى الأبد! يقوم توم وأصحابه بتلك التعليمات لكنهم يتذكرون أن شركتهم شاركت بمسابقة صنع تطبيقات ويديرها المدير التنفيذي فيذهبون لها توم وبن ويطلب بن من توم أن لا يتكلم إلى بلغة الإشارة لكنهما يفشلان ويأخذان المركز الأخير بعدما ضغط المدير التنفيذي الزر الأحمر فيصبح عاجز عن الكلام. تقوم أنجيلا بأعداد حساء الفلفل الحار لتوم وبن لتشجيعهما وتنفيذا لأوامر الطبيب فيأخذ جينجير حساء توم بدون رد من توم فيرد بين:لكن توم ماذا عن. فيطلب توم منه السكوت لأن الحساء حار جدا فيضحكان على جينجير وهو يصرخ بسبب حرارة الحساء.
الحلقة 2 (خدمة الزبائن)
يقوم توم وبين بأختراع تطبيق خدمة للمعجبين بهما وبشركتهما لكن توم يقوم بنشره قبل أن يصلحه بن فيكون تطبيق سيء وغير فعال فيشكو معجبيهما بأستمرار من التطبيق عن طريق الأتصال بهم وأخبارهم بمشكلة تختلف عن السابقة فيجعلون هانك المسؤول عن الرد على الاتصالات لكنهما يدركان أنه ليس الأنسب للرد عليهم فيقوم توم بإحضار جهاز راديو وحاسوب مكتبي لبين لكي يصلحهما فيجعل منهما بين آلي يرد على الاتصالات المستمرة فينجح في أيقاف الشكاوى عن طريق وعد المعجبين بأنه يتم أصلاح الأخطاء وهو ما فعله توم وبن قبل أن يتذكر توم أن أنجيلا أعطته تذكرتين له ولبين لمدينة ملاهي كبيرة فتوم يذكر بن فيذهب بن معه ولكن الآلي يسئلهم ويطلب منهم أعطائه تذكرة لكن توم يرفض فيصبح الآلي غاضبا لأن توم وبين يعتبرانه آلة وليس شخص فيحاول توم وبن خداعه بأنهم أصدقاء لكنه لا يقتنع فيغلق كل الأبواب والنوافذ ويحبسهما بالقبو ويبدء بأختبارهما بأنه أذا كانا يعرفانه أم لا فيفشلان ويبدء بصعقهما بالكهرباء قبل أن تأتي أنجيلا فيطلب منها توم وبين بأن تقول أنها صديقة الروبوت لكنها ترفض فيبدء بمطاردتهم ما عدا هانك لأنه يعامله كشخص قبل أن يستطيعوا أطفائه وإيقاف تشغيله ويرموه في القبو ويصلحان أخطاء تطبيق خدمة الزبائن فيرضى معجبيهم بالتطبيق لكن في الليل يشغل جينجير الروبوت ويصبح الروبوت صديق جينجير.
الحلقة 3 (المستقبل)
يقوم توم وبين بحضور حفل للقدوتهما في البرمجة والإنتاج الإلكتروني فينتهي الحفل فيختبئون في غرفة الملابس لمقابلتهما فيقابلوهما ولكن أثناء المقابلة يبدئان المنتجان بالشجار بينهما ويتفارقان فيشعر توم وبين بالخوف ضنا من أنهما سيتفارقان أذا صارا مشهوريين فيخترع بين جهاز يشير للمستقبل فيرى توم وبن المستقبل وبالفعل يصبحان مشهوريين ويتفارقان بسبب شجار فيقترح هانك أن يقويا صداقتهم عن طريق الصور والذهاب إلى الأماكن المختلفة تماما كما في الأفلام والمسلسلات فيفعلان توم وبين هذا فيشغلان جهاز المستقبل فيرون أنهما صديقين لكن الشركة ملك جينجير الذي يطردهم منها في المستقبل فيقوم توم بطرد جينجير خارج المكان ويركز هو وبن على العمل والصداقة.
الحلقة 4 (تطبيق صارم)
يسمع توم وبن وهانك صوت مزعج من خارج الشركة وتحديدا امامها فيرون أنه شخص يقوم بتنظيف المكان من أوراق الشجر فيحاولوا أن يجعلوه يتوقف دون التكلم معه ولكنهم يفشلون ليسمعوا جينجير يتكلم معه ويقول أن الصوت مزعج فيتوقف الشخص ويجعل الصوت أخف فيتفاجئ الكل ويقول توم:لن ننجح نحن بينما طفلا في السابعة نجح؟ فيشعرون بخيبة الأمل فيصنع بن أختراعا يجعل الجميع يقومون بما يريدونه فيجربونه فينجح فيقومون بطلب كل ما يريدون من المارة في الشارع لكن يقوم جينجير بأخذه ويجبرهم على القيام بما يريد، في هذه الاثناء تدخل أنجيلا المنزل وهي غاضبة من توم وبين بسبب أنهم نسوا مساعدتها في حفلها الموسيقي الذي كان مليئا بالناس فيخبروها بالسبب ويطلبون منها هزم جينجير لأنها الوحيدة في المجموعة التي تمتلك كرامة وجرئة فيطلب جينجير من أنجيلا بأن تضع رأسها في الطين وتغسله في كرسي الحمام وهو يضحك ولكنها ترفض وتطلب منه المواجهة وجها لوجه وتستمر برفض طلباته حتى يتحطم الجهاز فتجبر جينجير على تنظيف المكان فيحاول هو الآخر أضهار وجه حزين وباكي آلى أن أنجيلا لم تتأثر بشيء فيخدع جينجير هانك لينظف هو المكان فيخدع هانك وينظف هانك المكان.

## الأصوات العربية
- خليل الحاج علي - توم
- إيمان بيطار - انجيلا
- ميرنا الحسيني - جينجر
- علي سعد - بن
- زياد منذر - المدير التنفيذي
- رنا الرفاعي - بيكا
- حسن مهدي - جيرمي
- عبدو حكيم - العديد من الأدوار
- جورج طويل
- فادي الرفاعي - مالك المنزل
- جورج دياب - هانك

## وصلات خارجية
- توم المتكلم والأصدقاء (مسلسل تلفزيوني) على موقع IMDb (الإنجليزية)
- توم المتكلم والأصدقاء (مسلسل تلفزيوني) على موقع نتفليكس (الإنجليزية)
- توم المتكلم والأصدقاء (مسلسل تلفزيوني) على موقع كينوبويسك (الروسية)
- توم المتكلم والأصدقاء (مسلسل تلفزيوني) على موقع قاعدة بيانات الفيلم (الإنجليزية)